# Lafayette, Quận Monroe, Wisconsin
Lafayette là một thị trấn thuộc quận Monroe, tiểu bang Wisconsin, Hoa Kỳ. Năm 2010, dân số của thị trấn này là 367 người.